# Gemmail

Figura feminina (1947). Gemmail de Jean Crotti. Acervo do Museu de Arte de São Paulo.

A palavra gemmail (no plural, gemmaux), cunhada a partir da junção dos termos franceses gemme (gema) e émail (esmalte), denomina uma técnica artística desenvolvida por Jean Crotti por volta de 1925. Os gemmaux consistem em uma justaposição de fragmentos de vidros coloridos, por vezes superpostos, que são colados uns aos outros, formando composições translúcidas, abstratas ou figurativas.

## Definição
Os gemmaux são espessos mosaicos de vidro, geralmente em formato reduzido e emoldurados. São criados a partir da transposição de um desenho preexistente para um painel de vidro, que é então preenchido com pequenos fragmentos de vidros coloridos, justapostos com cola transparente. A sensação de diferentes gradações de cor pode ser obtida através da superposição de fragmentos de cores diversas, de maneira análoga à técnica do divisionismo. Após terem sido preenchidos, os painéis são cobertos por uma camada de esmalte translúcido, que além de auxiliar na junção dos fragmentos de vidro, deixam as composições com um aspecto incandescente quando iluminadas artificialmente por trás. Posteriormente, são cozidos em forno, tornando-se mais rígidos, e emoldurados.

## História
A técnica dos gemmaux foi desenvolvida em meados da década de 1920 por Jean Crotti, artista formado na Escola de Artes Decorativas de Munique e na Academia Julian, casado com Suzanne, irmã de Jacques e Marcel Duchamp. Crotti foi fortemente influenciado pelos cubistas e, posteriormente, pelo movimento orfista, realizando ainda incursões pelo dadaísmo, antes de se afastar das vanguardas figurativas e evoluir rumo a uma pintura abstrata.
Em 1937, durante a Exposition des Maîtres Indépendants, realizada no Petit Palais de Paris, Crotti organizou uma série de projeções públicas com seus recém-inventados gemmaux. Alcançou tamanho sucesso que decidiu aperfeiçoar a técnica. Passou a expor os painéis em visão direta, iluminados com luzes fluorescentes. Entrou em contato então com Pablo Picasso, oferecendo-se para transpor a composição de uma de suas telas para a técnica dos gemmaux. Picasso ficou satisfeito com o resultado e encomendou a Crotti outra obra similar, o que deu impulso e renovada popularidade à técnica. Nos anos seguintes, transposições semelhantes foram feitas em obras de Georges Braque, Henri Matisse e Georges Rouault, entre outros.
A partir de 1945, auxiliado pelo técnico Roger Malherbe, Crotti aperfeiçoou o processo de colagem e de iluminação e organizou exposições e um ateliê. Picasso e Braque tornaram-se entusiastas da nova técnica e permitiram a Crotti a transposição irrestrita de suas composições. "Se eu fosse trinta anos mais jovem, teria sido eu mesmo um gemista", declarou Braques à imprensa na época. Picasso, por sua vez, passou a desenhar composições com o fim específico de serem transpostas para a técnica dos gemmaux.
Em 1957, uma galeria comercial de Paris organizou uma exposição com aproximadamente uma centena de gemmaux, contando com uma seção retrospectiva (transposições de obras realizadas entre 1898 e 1950 por artistas como Paul Cézanne, Vincent van Gogh, Pierre Bonnard, Raoul Dufy, Maurice de Vlaminck e Paul Gauguin) e outra seção com transposições de obras contemporâneas. As obras foram postas à venda com preços estimados entre sete e dez mil dólares, bastante elevados para os padrões de então. Somente nos primeiros dois dias, 31 obras foram adquiridas por clientes como o príncipe Rainier de Mônaco, o empresário Stanley Marcus e o designer Raymond Loewy.
O ateliê de Crotti foi contratado ainda pelo metrô de Paris para a realização dos diversos gemmaux que hoje decoram a luxuosa Estação Franklin D. Roosevelt. Jean Cocteau também realizou alguns cartões para que Crotti os reproduzisse em gemmail.